# Замок Нойхаузен
Нойха́узен (нем.  Neuhausen) — замок, расположенный в 7 км от Кёнигсберга, а также населённый пункт вокруг него. С 1946 года — город Гурьевск Калининградской области.

## История
Замок Нойхаузен был построен в конце XIII века, как замок, принадлежащий Земландскому соборному капитулу. Точная дата постройки не известна. Приводимые некоторыми немецкими исследователями даты основания замка: 1283 год или 1292 год недостоверны, так как Земландский соборный капитул был основан в 1285 году как высший совещательный церковный орган Земланда, а только в 1294 году ему на содержание была выделена гарантированная треть епископских владений на Земланде. Вероятнее всего строительство замка велось в 1295—1297 годах. Материала о строительстве и первоначальной планировке замка не обнаружено.
Южнее замка на другом конце Мельничного пруда в конце XIV века был построен орденский мельничный дом, сохранившийся в своём первоначальном состоянии: стройное двухэтажное здание из обожжённого кирпича с фундаментом из валунов. В то же самое время возникла кирха, тоже из валунов с черепичной крышей. Башня и боковые фронтоны имели глухие окна и ступенчатые шпицы исключительного изящества.
Орденский замок Нойхаузен в Пруссии не пользовался большой известностью. Он не отличался архитектурной изысканностью внешних форм и интерьеров. Здесь не принимались судьбоносные решения о войне и мире, не заключались торговые соглашения и союзнические договоры и никогда в древности не велись боевые действия, хотя и прикрывал он восточные границы орденского государства конца XIII века, являясь его мощным опорным пунктом. Размеренная жизнь в окружении лесов и болот прерывалась лишь шумными визитами герцогов, курфюрстов, а позднее и коронованных особ с многочисленной свитой и обслугой.
Во второй половине XIV века замок был перестроен, все строения были возведены из камня. В ходе войн XIV и XV веков замок был незначительно повреждён.
После секуляризации в 1525 году Тевтонского ордена и образования светского государства — Герцогство Пруссия, первый светский правитель Альбрехт I Гогенцоллерн сделал замок Нойхаузен своей летней резиденцией. Именно на период правления герцога Альбрехта приходится проведение работ по расширению и реконструкции замка. В окрестностях замка был основан зоосад (2 кв.км), где звери жили на воле. В 1548 году замок был отписан второй жене герцога Анне Марии Браунгшвейгской в качестве пожизненной ренты.
В конце правления герцога Альбрехта в замке Нойхаузен произошли события, связанные с заговором фаворита герцога Пауля Скалиха, известного европейского алхимика. Скалих — сын бедного крестьянина из хорватского Загреба, вошёл в доверие к герцогу и принимал участие в совете в качестве княжеского советника. Устроил заговор против абсолютистской княжеской власти. Однако заговор был раскрыт и Скалих бежал в Нойхаузен, где и был впоследствии казнён. (На самом деле Пауль Скалих бежал из Кёнигсберга перед приездом польской комиссии по его делу и скончался в 1575 в Данциге.)
При курфюрсте Георге Вильгельме Нойхаузен был превращён в летнюю резиденцию, «охотничью столицу», и неприкосновенный для местных жителей заповедник, где курфюрст часто пировал со своими приятелями после охоты. Широкую известность в тогдашней Пруссии, а впоследствии и во всей Германии, имела уникальная замковая серебряная посуда, пивная и винная, в виде охотничьих атрибутов — пороховниц и мушкетов с многочисленными чеканными охотничьими гербами, знаками и эмблемами. Она была подарена обитателям замка в 1627 году Георгом Вильгельмом на вечное пользование. Существовала традиция: каждому почётному посетителю из этой посуды наливали определённую дозу пива и вина, а затем в хмельном состоянии он должен был написать в альбоме свою фамилию и сочинить стих. Хроника гласит, что не всем это удавалось. Впоследствии эта посуда и альбом стали ценными экспонатами берлинской художественной галереи и музея династии Гогенцоллернов. После 1770 года в замке было размещено прусское ведомство юстиции, обслуживавшее Фишхаузен (Приморск) и Лохштедт (ныне не существует).
В 1814 году замок пожалован Фридрихом Вильгельмом III в качестве награды активному участнику борьбы против Наполеона графу фон Бюлову.
В 1842 году замок продан графу Люкнеру, который произвёл некоторые перестройки в замке. При нём замок окончательно утратил военные функции. Были засыпаны рвы, заложены кирпичом бойницы, построены стационарные мосты. В то же время была подчёркнута его курортная функция: расширилась зона парка, у стен появились замковые террасы с высаженными редкими кустарниками-интродуцентами.
В конце XIX века замок служил для размещения сельскохозяйственной администрации провинции.
Замковый парк и лес у вокзала Нойхаузен-Тиргартен узкоколейной железной дороги были излюбленным маршрутом экскурсий кёнигсбержцев.
Последним довоенным владельцем замка Нойхаузен был фон Массов, а после его отъезда Эрих Кох. В дальнейшем никаких перестроек замка не производилось, и в таком виде он сохранялся до января 1945 года, когда здесь был оборудован опорный пункт фашистских войск. Замком и городом овладели в ходе Восточно-Прусской операции 28 января 1945 года советские войска: 39-я армия частью сил 192-й стрелковой дивизии полковника Л. Г. Басанца 113-го стрелкового корпуса генерал-майора Н. Н. Олешева. Бомбовые удары, огонь орудий тяжёлой артиллерии, подрыв стен накладными зарядами во время штурма замка превратили большинство его сооружений в руины.
После Второй мировой войны замок, сильно повреждённый в ходе боевых действий, в течение ряда лет находился в заброшенном состоянии. В середине 1950-х годов он был приспособлен для нужд Гурьевского СМУ треста «Совхозводстрой», ныне ПМК — 3 ПСПЭО «Калининградмелиорация».
В 2010 Правительство Калининградской области передало замок в собственность РПЦ. Весной 2023 года на территории замка начались противоаварийные работы. В замке планируется обустроить гостиницу, ресторан и «некоторое количество музеев». К 2024 году на территории замка были снесены пристройки советского времени, полуразрушенным восточным воротам вернули исторический облик, а у северного флигеля была заменено покрытие крыши на черепичное. Все работы были завершены в апреле 2025 года.

## Описание памятника
Замок Нойхаузен является характерным для эпохи средневековья сооружением, выполнявшим как общественно-бытовые, так и оборонительные функции.
Согласно последним исследованиям, замок представляет собой построенное в свободном расположении в виде вытянутого прямоугольника укрепление. В западном крыле протяжённостью 57 м находилось главное здание. Южное и северное крылья замка имели длину около 90 м. С востока замок был защищён мощной оборонительной стеной. Весь замок был обнесён крепостной стеной и широким рвом с водой. Пространство между замком и крепостной стеной называлось пархамон и было типичным для строительства оборонительных сооружений средневековья.
Ров был образован в результате строительства плотины и слияния протекавшей с северо-запада Мельничной речки и бежавшего с востока ручья. Сливаясь за замком, они образовали на западной стороне замка Мельничный пруд.
Вход в замок проходил через замковый ров на юго-востоке и был прикрыт выступавшей на четверть из стены круглой башней, вёл на разводной мост через замковый ров к главному порталу в южном крыле, защищённому крепкой опускающейся решёткой.
Наиболее древним является, сооружённое в конце XIV века из валунов и кирпича северное крыло, восточная часть которого возникла в XV веке.
Во времена герцога Альбрехта строение претерпело изменения. Не тронутой оставалась только восточная часть крыла. Помещения имели крестовые и цилиндрические своды. Проход, расположенный в части здания, обращённой в поле, имел изначально часть помещений с крестовыми сводами. На втором этаже, разделённом на два помещения, имелись крестовые своды, укреплены на центральных опорах. В северо-западном угловом помещении первого этажа потолок имел звёздчатый свод, разделённый на 12 частей, которые были укреплены по примеру земландских кирх посредством сооружения системы стрельчатых ниш и подпружных арок. В качестве центральной опоры использовались восьмиугольная колонна и прекрасные фигурные консоли с ажурным орнаментом. При герцоге Альбрехте были сооружены порталы и построены камины в стиле Ренессанса. В помещениях северного крыла были размещены кухня, пекарня, пивоварня, кладовые и конюшни.
Южное крыло приобрело законченную форму около 1700 года. Строения, входившие в него, были построены в различное время. Восточная часть южного крыла была построена в 1380—1400 годы и представляла собой внушительное трёхэтажное строение. В 1700 году было произведено расширение здания в сторону двора и одинарной башни. Таким образом, наружная стена со стороны двора превратилась во внутреннюю. На юго-восточном углу имелась круглая сильно выдающаяся из стены круглая башня, построенная из полевого камня, с подвалом, с прекрасным сводчатым куполом и узкими световыми щелями. Входом служила узкая лестница, ведущая из прежнего внутреннего двора. Данное укрепление имелось ещё около 1700 года и представляло собой строение из четырёх суживающихся вверх ярусов и венца в виде романского купола с фонарём.
В центре крыла находился дошедший до нашего времени пропилей (ворота) с четырьмя необычайно изящными восьмигранными угловыми башенками. Полуциркульный проход имел на полевой стороне нишу для подъёмной решётки. На дворовой стороне узор в виде сталактитовых натёков и струящихся лент, над ним имелось глухое окно. Башенки имели маленькие комнатки с крестовосводчатыми потолками. Между главным и оборонительным этажами южного крыла с двух сторон проходила узкая тесьма, которая прерывалась около башенок. Замки сводов ниш были сооружены, вероятно, во времена герцога Альбрехта.
Наиболее древним в замке было западное крыло, уничтоженное сильным взрывом в 1929 году. Оно было построено в середине XIV века. В нём были размещены помещения для совещаний и замковая часовня.
На месте башни в XIX веке была построена терраса. Восточного крыла не существовало вообще. С этой стороны замок прикрывался мощной стеной, которая была перестроена в неоготическом стиле с воротами, зубцами и жилыми помещениями.
Южнее замка, на противоположном от него берегу Мельничного пруда стояла Орденская мельница. Замок был окружён прекрасным замковым парком и охотничьими угодьями.

## Хронология
- 1255 год — появление отряда крестоносцев в районе Нойхаузена.
- 1261 год — дата основания Нойхаузена согласно «Истории Пруссии» (1599 год).
- 1262 год — дата основания Нойхаузена согласно «Административно-территориальному делению РСФСР» (1974 год).
- 1292 год — окончание строительства замка Нойхаузен.
- Конец XIV века — сооружение кирхи и мельницы.
- XVI век — основание Нойхаузенского зоопарка (Тиргартен).
- 1525 год — замок передан в распоряжение епископа Земланда Георга фон Поло.
- 1528 год — закрепление Симоном Швогеригом права на содержание трактира «Ноен Хаус» в Нойхаузене.
- 1550 год — герцог Альбрехт подарил замок Анне Марии фон Брауншвейг.
- 1553 год — в замке родился Альбрехт Фридрих, сын герцога Альбрехта и Анны Марии.
- 1564 год — из Нойхаузена убежал Пауль Скалих, опальный фаворит герцога Альбрехта.
- 1568 год — в Нойхаузене скончалась Анна Мария, жена герцога Альбрехта.
- 1630-1640 годы — курфюрст Георг Вильгельм организовал летние увеселения в Нойхаузенском зоопарке.
- 1714 год — король Фридрих Вильгельм I оставил запись в гостевой книге Нойхаузенского трактира: «Виват, Пруссия!».
- 1770 год — в замке находится юридическое учреждение.
- 1814 год — замок перешёл во владения фельдмаршала фон Бюлова.
- 1842 год — замок продан графу Люкнеру.
- 1889 год — постройка железной дороги Кёнигсберг-Нойхаузен-Лабиау.
- 1890 год — постройка узкоколейной железной дороги Кёнигсберг-Нойхаузен-Шаакен.
- 1900 год — замок принадлежит генерал-ландшафт-директору Бону.
- 1935 год — в Нойхаузене создан филиал предприятия института Беринга.
- 1939 год — население Нойхаузена составило 4198 человек (по другим данным 2976 человек в 1942 году).
- 1945 год — Нойхаузен взят Красной Армией.
- 1946 год — Нойхаузен переименован в Гурьевск, он получил статус города.

## Общие сведения
Община Нойхаузен на 1930 год имела 877,8 га земли.
В среднем налог с этой земли с 1 га равнялся 11,73 DM.
Количество жилых домов — 105. Хозяйственных построек — 235.
Численность населения на 1925 год — 945 человек, из них: мужчин — 428 человек.
Вероисповедание: евангелистов — 887 человек, католиков — 13, атеистов — 7.
Суд первой инстанции — в Кёнигсберге.
Отдел регистрации (ЗАГС) в Нойхаузене.
В общину Нойхаузен входили также населённые пункты: Айхенкруг, Коммен, Кляйнбанхальтештеллен, Нойхаузен-Тиргартен.